# Sint Maartens damlandslag i fotboll
Sint Maartens damlandslag i fotboll representerar Sint Maarten i fotboll på damsidan. Dess förbund är Sint Maarten Football Federation, som grundades 2002.